# گژنده (استان سلیزیا سفلی)
گژنده (به لهستانی:  Grzędy) یک روستا در لهستان است که در گمینا چارن بور واقع شده‌است.